# Sophus Hansen
Sophus Peter Hansen (Kopenhagen, 16 november 1889 – aldaar, 19 februari 1962) was een Deens voetballer, die speelde als doelman. Hij nam tweemaal deel aan de Olympische Spelen en was na zijn actieve loopbaan actief als voetbalscheidsrechter. Hij overleed op 72-jarige leeftijd.

## Interlandcarrière
Hansen speelde in totaal 31 interlands voor de Deense nationale ploeg, waarmee hij in 1912 deelnam aan de Olympische Spelen in Stockholm. Daar won de selectie de zilveren medaille, net als vier jaar eerder in Londen. In de finale, gespeeld op 4 juli 1912 in het Olympisch Stadion, was Groot-Brittannië met 4-2 te sterk. In 1920 deed Hansen voor de tweede keer mee aan de Olympische Spelen.